# Баньоло ди По
Баньо̀ло ди По̀ (на италиански: Bagnolo di Po; на венециански: Bagnoło de Po, Баньоло дъ По) е село и община в Северна Италия, провинция Ровиго, регион Венето. Разположено е на 7 m надморска височина. Населението на общината е 1402 души (към 2012 г.).